# Província de Nor Yungas
La província de Nor Yungas és una de les vint províncies del Departament de La Paz a Bolívia. La seva capital és Coroico.